# McGuire (Formule 1)
Pour les articles homonymes, voir McGuire.
McGuire est une écurie de Formule 1 britannique qui a engagé la McGuire BM1, une monoplace à moteur V8 Ford-Cosworth, conçue et pilotée par l'australien Brian McGuire en 1977.

## Historique
La BM1 n'a participé qu'à un seul Grand Prix de Formule 1, le Grand Prix automobile de Grande-Bretagne 1977. Elle réalise le trente-cinquième temps des qualifications, en 1 min 23 s 760, à 6,4 secondes du vingt-sixième et dernier qualifié Patrick Nève et ne parvient pas à se pré-qualifier.
Quelques semaines plus tard, Brian McGuire trouve la mort sur le circuit de Brands Hatch en Formule Aurora.

## Résultats en championnat du monde de Formule 1
| Saison | Écurie        | Châssis     | Moteur           | Pneus    | Pilotes       | Grands Prix disputés | Points inscrits | Classement |
| ------ | ------------- | ----------- | ---------------- | -------- | ------------- | -------------------- | --------------- | ---------- |
| 1977   | Brian McGuire | McGuire BM1 | Ford-Cosworth V8 | Goodyear | Brian McGuire | 1 (0 départ)         | 0               | Non classé |

| Saison | Écurie        | Châssis     | Moteur           | Pneumatiques | Pilotes       | Courses | Courses | Courses | Courses | Courses | Courses | Courses | Courses | Courses | Courses | Courses | Courses | Courses | Courses | Courses | Courses | Courses | Points inscrits | Classement |
| Saison | Écurie        | Châssis     | Moteur           | Pneumatiques | Pilotes       | 1       | 2       | 3       | 4       | 5       | 6       | 7       | 8       | 9       | 10      | 11      | 12      | 13      | 14      | 15      | 16      | 17      | Points inscrits | Classement |
| ------ | ------------- | ----------- | ---------------- | ------------ | ------------- | ------- | ------- | ------- | ------- | ------- | ------- | ------- | ------- | ------- | ------- | ------- | ------- | ------- | ------- | ------- | ------- | ------- | --------------- | ---------- |
| 1977   | Brian McGuire | McGuire BM1 | Ford-Cosworth V8 | Goodyear     |               | ARG     | BRE     | AFS     | USW     | ESP     | MON     | BEL     | SUE     | FRA     | GBR     | ALL     | AUT     | P-B     | ITA     | USE     | CAN     | JAP     | 0               | Non classé |
| 1977   | Brian McGuire | McGuire BM1 | Ford-Cosworth V8 | Goodyear     | Brian McGuire |         |         |         |         |         |         |         |         |         | Npq     |         |         |         |         |         |         |         | 0               | Non classé |

Légende : ici